# 西藏秦艽
西藏秦艽（学名：Gentiana tibetica）为龙胆科龙胆属的植物。分布在锡金、不丹、尼泊尔以及中国大陆的西藏等地，生长于海拔2,100米至4,200米的地区，多生在路旁、地边、灌丛及林缘，目前尚未由人工引种栽培。

## 别名
西藏龙胆（中国高等植物图鉴）